# Xenon (jeu vidéo)
Pour les articles homonymes, voir Xenon.
Xenon est un jeu vidéo de type shoot them up développé par The Bitmap Brothers et édité par Beam Software en 1988 sur les ordinateurs personnels 16 bits Amiga et Atari ST. Il a été adapté sur ordinateurs 8 bits et en arcade.
Le jeu a donné suite à Xenon 2: Megablast en 1989 et à Xenon 2000 en 2000.

## Système de jeu
Xenon est un shoot them up à défilement vertical. Le jeu contient quatre niveaux et propose un mode deux joueurs en alternance. 
L'engin contrôlé a la particularité de prendre deux formes : un char de combat et un avion de chasse. Le joueur peut passer de l'un à l'autre à tout moment en cours de jeu. Cette possibilité implique une dimension tactique puisque certains ennemis ne peuvent être atteint que du sol ou, au contraire, seulement des airs. Le tank, plus maniable, offre huit axes de tirs alors que le vaisseau, plus rapide, n'en possède qu'un seul. Contrairement à l'avion, le tank n'est pas subordonné au défilement du décor (le tank peut s'arrêter et revenir en arrière). Le véhicule dispose d'un arsenal varié (lasers, missiles, tir de côté, etc) et de modules de tirs additionnels (rattachés à l'appareil ou en « gravitation »).
Chaque niveau est introduit par un membre du studio, Eric Matthews, dans une courte vidéo numérisée.

## Développement
- Game design : Eric Matthews
- Programmation : Steve Kelly
- Graphismes :	Mike Montgomery
- Musique et effets sonores : David Whittaker

## Accueil
Xenon est le premier jeu développé par The Bitmap Brothers. Le jeu est plutôt bien accueilli par la critique, qui apprécie le gameplay ingénieux et la réalisation soignée. La bande-son de David Whittaker est qualifiée de « prolongement atmosphérique du gameplay ». Le magazine britannique Zzap! lui attribue la note de 84 % et conclut : « Pas foncièrement innovant, mais un shoot'em up dynamique, soigné et addictif tout de même ».
Xenon reçu le prix InDin de la « meilleure bande-son » de l'année. Il reste dans la « postérité » comme étant le premier jeu Amiga à avoir fait son entrée dans les charts 40 anglais.

## À voir
- Liste chronologique des shoot them up